# Industrial Desportivo Vieirense
Maillots
Le Industrial Desportivo Vieirense est un club de football portugais basé à Vieira de Leiria. Pour la saison 2012-2013, le club évolue en cinquième division, en division d'honneur de l'AF Leiria. 

## Histoire
Fondé en 1946, le Industrial Desportivo Vieirense a longtemps disputer les championnats régionaux sans réellement s'imposer dans les divisions nationales. C'est chose faite pendant la saison 1975-1976, soit vingt-neuf ans après leur création, le club atteint pour la première fois la troisième division nationale où elle parvient à s'y maintenir. La saison suivante (bien qu'ayant fini à la même place), le club s'y voit relégué en district.
De là, en district, le club ne refait pas l'exploit de la montée et le club est obligée d'attendre pour atteindre son objectif. Pendant la saison 1979-1980, le club est de nouveau en troisième division et de là, le ID Vieirense connaît ses plus belles années en finissant à la huitième place. La saison suivante le club répète le même scénario en terminant à la même place.
La saison 1981-1982, cette fois-ci le club ne se maintient pas et finit reléguée en district. C'est seulement pendant la saison 1987-1988 que le club refait sa remontée, mais une fois encore le club ne se maintient pas et finit relégable. Depuis c'est une longue traversée du désert que le club accompli en district. Toujours présent en première division du district le club finit deuxième pendant la saison 2003-2004, qui lui donne l'accès en quatrième division.
La saison 2004-2005, résume bien les années antérieures, une nouvelle fois le ID Vieirense ne se maintient pas et finit relégué. Depuis le club évolue en district, en descendant la saison qui suit en deuxième division du district. Le club refait son apparition en première division du district, mais peine à engranger les points et les résultats.
Depuis c'est une nouvelle fois pendant la saison 2008-2009 que le club termine relégable de première division, mais toutefois parvient à remonter deux saisons suivantes en finissant deuxième. Depuis la saison 2011-2012 le club évolue en première division du district, peu après avoir terminée huitième au classement.

## Joueurs emblématiques
| - Castro - Germano - José Luís - Fernando Letra[Feijão] | - Lobo - Vítor Pontes |

## Palmarès
| Compétitions nationales | Compétitions régionales                                                                         |
| --- | ----------------------------------------------------------------------------------------------- |
| - Championnat du Portugal D3 (0) - Meilleure performance : 8e (1979-80, 1980-81) - Coupe du Portugal (0) - Meilleure performance : 1/64 finale (1976-77, 1979-80, 1980-81, 1983-84) | - Coupe de l'AF Leiria (1) - Champion : 1990-91 - Coupe Sampaio Ramos (1) - Vainqueur : 1968-69 |